# کوهپر
کوهپر، روستایی است از توابع بخش مرکزی شهرستان کلاردشت در استان مازندران ایران.

## جمعیت
این روستا در دهستان کلاردشت شرقی قرار دارد و براساس سرشماری مرکز آمار ایران در سال ۱۳۹۵، جمعیت آن ۳۰۲ نفر (۱۰۵خانوار) بوده‌است. مردم کوهپر از قومیت طبری هستند. مردم کوهپر به زبان طبری و گویش کلارستاقی سخن می‌گویند.